# 荀伯玉
荀 伯玉（じゅん はくぎょく、434年 - 483年）は、南朝宋から斉にかけての人物。字は弄璋。本貫は広陵郡。

## 経歴
給事中の荀闡之の子として生まれた。孝建年間、柳元景の下で撫軍行参軍となった。後に南徐州祭酒をつとめた。大明8年（464年）、晋安王劉子勛の下で鎮軍行参軍となった。泰始元年（465年）、劉子勛が挙兵すると、伯玉の友人の孫沖がその将帥となったため、伯玉はその下で従軍し、新亭侯に封じられた。泰始2年（466年）、劉子勛が敗北すると、伯玉は建康に帰って売卜で生業を立てた。建平王劉景素が麾下に招こうとしたが、伯玉は行かなかった。
蕭道成が淮陰に駐屯すると、伯玉は蕭道成の下で冠軍刑獄参軍となった。蕭道成が明帝に疑われて黄門郎として召還の命が下ると、伯玉は蕭道成に数十騎を率いて北魏との国境に赴くよう勧めた。国境で北魏の騎兵数百がうろついているのを蕭道成が報告すると、明帝は蕭道成を本任にとどめた。伯玉は蕭道成に従って建康に帰り、奉朝請に任じられた。伯玉は蕭家の家事を任された。蕭道成の長男の蕭賾が広興国の相を退任して帰ってくると、別宅を建てるため、人を本宅に派遣して樹数株を掘らせようとしたが、伯玉は与えなかった。伯玉が蕭道成に報告すると、蕭道成は「卿は執事がよろしい」と言った。伯玉は蕭道成の下で平南府参軍となり、ついで晋熙王府参軍となった。蕭道成が南兗州刺史となると、伯玉は鎮軍中兵参軍となり、広陵県令を兼ねた。羽林監に任じられたが、受けなかった。
伯玉が故郷の広陵に帰ると、広陵城の南楼に登った夢をみて、ふたりの青衣の子どもが「草中の粛、九五してたがいに追う」と伯玉に言った。伯玉が城下の人を見ると頭上にみな草を生やしていた。泰始7年（471年）、また伯玉は蕭道成が広陵の北の渚で船に乗っている夢を見た。見ると蕭道成の両掖の下に短い翼があったが、折りたたまれて伸びていなかった。伯玉がどうして翼を伸ばさないのか訊ねると、蕭道成は「あと3年かかる」と答えた。伯玉は夢の中で自らが呪師であるといい、蕭道成に向かって呪文を唱え、6回唱えると6匹の龍が出てきて、両掖の下の翼は伸びきり、また畳まれた。元徽2年（474年）、伯玉は蕭道成の下で従軍して桂陽王劉休範を討った。元徽5年（477年）、後廃帝が廃位されると、蕭道成は「卿のかつての夢がいま効力をあらわしたようだ」と伯玉に言った。
同年（昇明元年）、順帝が即位すると、伯玉は蕭道成の下で驃騎中兵参軍となった。歩兵校尉に任じられたが、受けなかった。済陽郡太守を兼ねた。蕭道成の側近にあって、護衛をつとめ、前軍将軍の号を加えられた。昇明2年（478年）、蕭道成が太尉となると、伯玉は太尉府中兵参軍に転じた。建元元年（479年）、蕭道成が斉の高帝として即位すると、伯玉は南豊県子に封じられた。武陵王蕭曄の下で輔国将軍・征虜司馬となった。建元2年（480年）、安成王蕭暠の下に転じて冠軍司馬となった。さらに豫章王蕭嶷の下で司空諮議をつとめた。
伯玉が皇太子蕭賾の不法行為を報告したため、高帝は太子の側近の張景真を処刑した。高帝は伯玉を信任して、軍事や国事の機密を任せ、当時「10の敕令のうち5までは、荀伯玉の命によるもの」と噂された。皇太子蕭賾は伯玉を憎んだ。建元4年（482年）、高帝が崩御するにあたって、伯玉に対する悪口があっても信用せず、東宮の長か南兗州に置くよう蕭賾に遺言した。武帝（蕭賾）が即位すると、伯玉は冠軍将軍・南濮陽郡太守に任じられたが、ちょうど伯玉の父が死去したため、赴任しなかった。黄門郎となり、ついで豫章王太尉諮議に転じた。まもなく散騎常侍の位を受けた。永明元年（483年）、垣崇祖とともに処刑された。享年は50。

## 伝記資料
- 『南斉書』巻31 列伝第12
- 『南史』巻47 列伝第37